# لمى كتكت
لمى كتكت (22 نوفمبر 1998 -) هي ممثلة مصرية.

## حياتها ونشأتها
تخرجت من المعهد العالي للفنون المسرحية، وهي ابنة الممثّلة المصريّة أمل رزق والمُنتج إسماعيل كتكت.

## مسيرتها الفنية
اهتمت لمى كتكت بالفن في سن مبكرة فالتحقت بالمعهد العالي للفنون المسرحية، وبدأت مشوارها الفني بالتمثيل على مسرح الجامعة أثناء فترة دراستها حتى اكتشفها المُخرج المصري يسري نصر الله واختارها لتُشارك في فيلمه «الماء والخضرة والوجه الحسن» فكانت بداية مسيرتها الفنية الحقيقية، ثُم توالت أعمالها في المسرح والدراما التليفزيونيّة العربية والسينما لتشارك بعد ذلك في أعمال تليفزيونيّة مثل مسلسل جمال الحريم، ومسلسل في كل أسبوع يوم جمعة، إلى جانب بعض المُشاركات في عروض مسرحيّة، كما شاركت بأدوار سينمائيّة كان من أبرزها دورها في فيلم تماسيح النيل.

## أعمالها

### أفلام
- تماسيح النيل: صدر في عام 2022، وقامت فيه بدور دنيا رأفت الفرجاني.
- الماء والخضرة والوجه الحسن: صدر في عام 2016، وقامت فيه بدور فاتن أبو ريّة.

### مسلسلات
- دايما عامر: صدر في عام 2022، وقامت فيه بدور لوجي.
- حرب أهلية: صدر في عام 2021، وقامت فيه بدور نهى صديقة تمارا.[4]
- ضل راجل: صدر في عام 2021.
- ملوك الجدعنة: صدر في عام 2021.
- جمال الحريم: صدر في عام 2020، وقامت فيه بدور ياسمين.
- في كل أسبوع يوم جمعة: صدر في عام 2020، وقامت فيه بدور علا.
- قابيل: صدر في عام 2019، وقامت فيه بدور أخت شاهي.
- عائلة الحاجن نُعمان (الجزء الأوّل): صدر في عام 2017، وقامت فيه بدور سميرة.

جعفر العمدة في دور لميا بنت الراقصة

### مسرحيات
- رسائل العُشّاق: عُرضت في عام 2019.
- كنت هنا من قبل: عُرضت في عام 2015، وقامت فيها بدور جانيت.

## روابط خارجية
- صفحة الممثلة على موقع قاعدة بيانات الأفلام العربية